# Мирное (Жамбылский район)
Ми́рное (каз. Мирное) — село в Жамбылском районе Северо-Казахстанской области Казахстана. Административный центр Мирного сельского округа. Код КАТО — 594651100.

## География
Расположено около озера Глубокое. В 2,5 км к югу находится озеро Кривое.

## Население
В 1999 году население села составляло 1003 человека (479 мужчин и 524 женщины). По данным переписи 2009 года, в селе проживало 575 человек (279 мужчин и 296 женщин).